# Jerry Andrus
Pour les articles homonymes, voir Andrus.

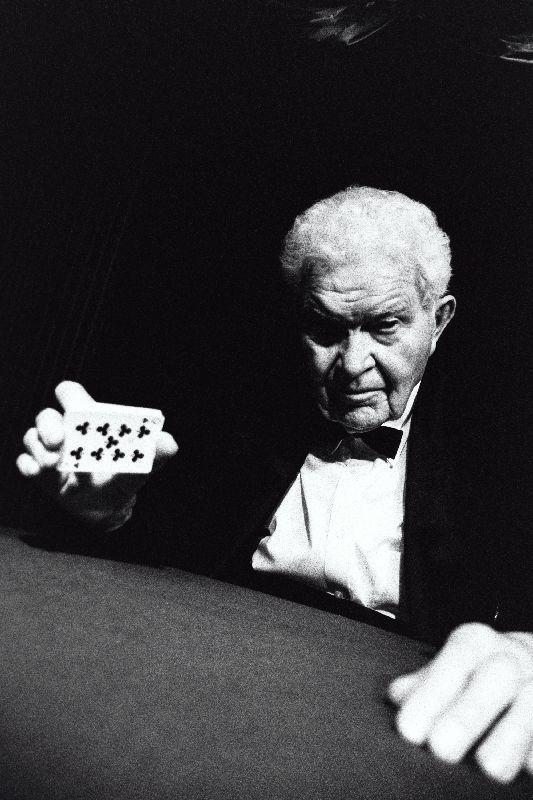
Jerry Andrus.

Jerry Andrus (28 janvier 1918 – 26 août 2007) est un magicien et écrivain américain connu mondialement pour son activité de prestidigitation.

## Biographie
Andrus naît le 28 janvier 1918, à Sheridan, Wyoming. À l'âge de 10 ans, sa famille déménage à Albany, en Oregon, où il vit jusqu'à sa mort en 2007. À 12 ans, Andrus s'intéresse à l'art de l'illusion après avoir assisté à une séance médiumnique. Il rejoint la Société internationale des magiciens junior à l'âge de 16 ans.

## Carrière

### Magie
Magicien autodidacte, Andrus préfère développer son propre style plutôt que d'apprendre le métier tel qu'il est traditionnellement transmis d'un magicien à un autre, pour finalement devenir l'un des meilleurs exécutant de close-up,. Il est reconnu par de nombreux magiciens contemporains célèbres, tels que Lance Burton, Doug Henning (en), et Penn & Teller, pour sa maîtrise unique du close-up et de la prestidigitation.
Les magiciens de cartes internationaux respectent Andrus pour son "coup de maître", un tour de prestidigitation classique sans mouvement superflu.
Il est l'un des premiers artistes en représentation au Magic Castle (en), et y apparaît semi-annuellement jusque peu avant sa mort.

### Illusions
Andrus créé ses illusions dans sa maison de l'Oregon, qu'il surnomme The Castle of Chaos en référence aux nombreux tours qu'il y créé et collectionne au fil des années avec l'espoir de les utiliser un jour pour « en faire quelque chose de spectaculaire ».
En 1954, Andrus invente les célèbres « Linking Pins » (épingles à nourrice accrochées), un tour de close-up dans lequel les épingles de sûreté fermées sont rapidement reliées entre elles par deux, trois, puis en chaînes.
Quelques-unes de ces illusions sont au Puzzling World (en) en Nouvelle-Zélande

### Scepticisme
Sceptique scientifique et agnostique déclaré, Andrus donne souvent des conférences lors de congrès scientifiques et sceptiques, y pratiquant ses illusions d'optique et tours de magie pour démontrer la facilité avec laquelle l'esprit peut être dupé par l'œil, ce qu'il explique par une forme de science cognitive, postulant que parce que le cerveau peut travailler à un niveau inconscient, il peut avoir une perception erronée d'expériences sensorielles normales.

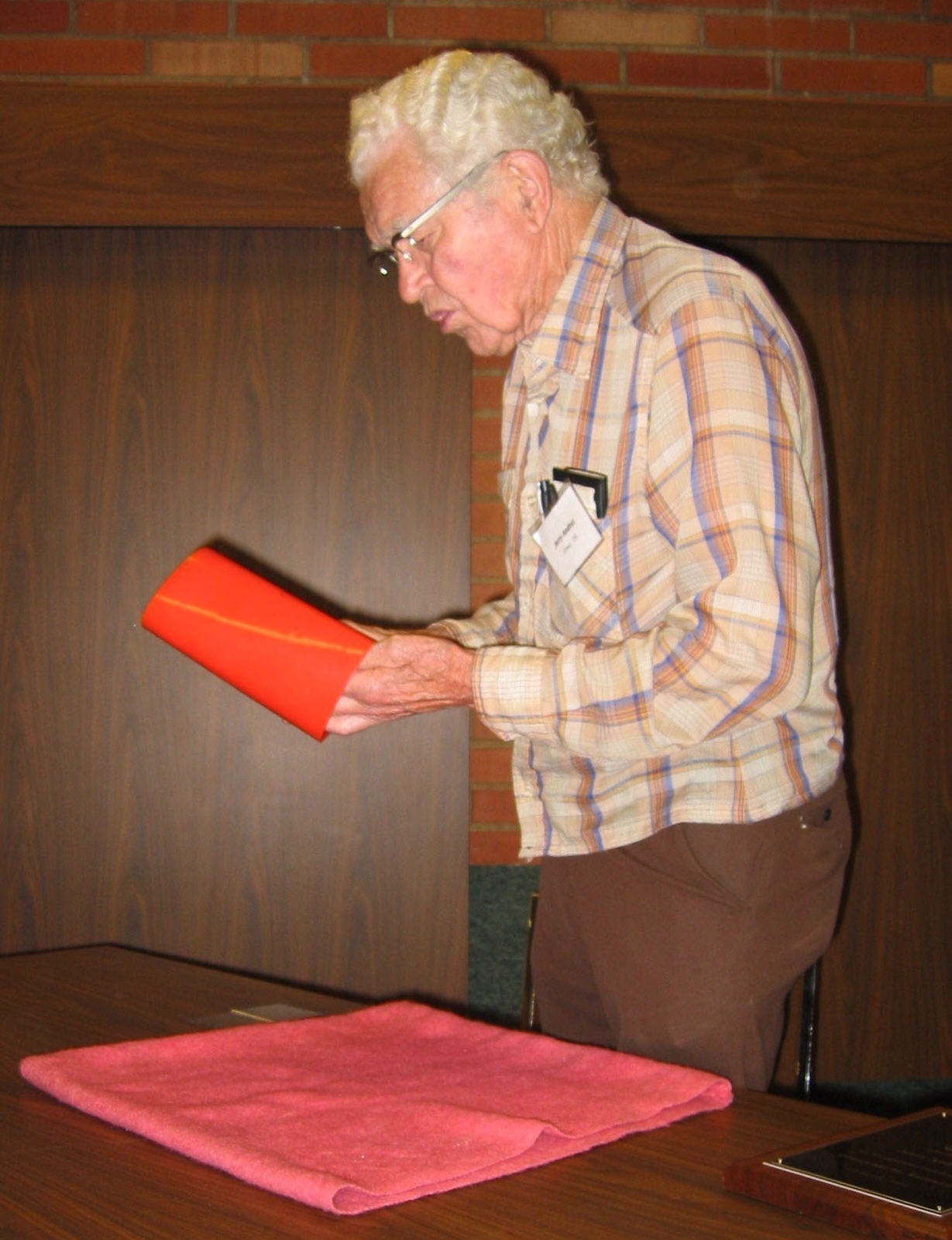
Jerry Andrus en action à la Skeptic Toolbox, les ateliers dits « Boîtes à outils du sceptique », 2004.

## Œuvres

### Livres et notes de cours
- Andrus Deals You in (1956)
- Sleightly Miraculous (1961)
- Special Magic (notes de cours pour la tournée au Japon en 1974) (1974)
- More Sleightly Slanted (notes de cours) (1977)
- Andrus Card Control (avec Ray Hyman) (2000)
- Kurious Kards and $5 Trix (2001)
- Safety Pin-Trix

### Vidéos et DVD
- Jerry Andrus: A Lifetime of Magic – Volume 1 (2001)[7]
- Jerry Andrus: A Lifetime of Magic – Volume 2 (2001)[7]
- Jerry Andrus: A Lifetime of Magic – Volume 3 (2001)[7]

## Médias

### Documentaires
- A Thing of Wonder: The Mind & Matter of Jerry Andrus (2002)[8]
- Andrus: The Man, The Mind and the Magic (2008)